# 国家ブランド指数
国家ブランド指数（こっかブランドしすう、英: Nation Brand Index）は、国家の評価を計測するために用いられる指標である。
国家の評価を計測、形成及び管理することを国家ブランディング(Nation Branding)と呼び、地域ブランディングに密接に関連している。国家ブランド指数とは、対象国の「文化」、「国民性」、「観光」、「輸出」、「統治」、「移住・投資」の6分野で評価するアンホルトGfKローパー国家ブランド指数（Anholt-GfK Nation Brands Index）を基本的に意味する。例えば、象徴的な製品価値の重要性の増大のような試みにより、各国は際立った特徴を強調させてきた。国民国家のブランディング及びイメージ、また同国家の輸出品への成功したイメージの転移は、実際に製造及び販売するものとちょうど同程度に重要である。これは原産国効果とも呼ばれる。国家ブランディングは、統一された理論的枠組みへの追求を学者が今なお続ける発展途上の分野である。多くの政府が資源を国家ブランディングに捧げてきた。政府の狙いは、観光収入及び投資資本の誘致、輸出品、有能で創造的な人材の誘致、世界における文化及び政治上の影響力において、国家のイメージ及び評価が劇的に好影響を与えるに伴い、国家の地位を向上させることにある。ランキング10に唯一の非欧米諸国であり続ける日本は2016年の7位から2017年に4位に国家ブランドが上昇している。

## アンホルトGfKローパー国家ブランド指数
アンホルトGfKローパー国家ブランド指数（Anholt-GfK Nation Brands Index）は、サイモン・アンホルト（Simon Anholt）が考案し、2005年に開始した調査で、調査会社GfKと共同で毎年実施されている。インターネットを通じて、文化、国民性、観光、輸出、統治、移住・投資の6つ観点についての質問への回答を募り、各国の順位を決定するものである。なお、GfKは、2018年にドイツの調査会社イプソスに買収されたため、このランキングは、2018年以降はイプソスが発表している。
| 国家           | 2017年 | 2016年 | 2016年からの変化 |
| -------------- | ------ | ------ | ---------------- |
| ドイツ         | 1      | 2      | +0.99            |
| フランス       | 2      | 5      | +1.56            |
| イギリス       | 3      | 3      | +1.27            |
| カナダ         | 4      | 4      | +0.96            |
| 日本           | 4      | 7      | +2.12            |
| アメリカ合衆国 | 6      | 1      | -0.63            |
| イタリア       | 7      | 6      | +0.74            |
| スイス         | 8      | 8      | +1.34            |
| オーストラリア | 9      | 9      | +0.76            |
| スウェーデン   | 10     | 10     | +1.30            |

| 順位 | 2014年         | 2013年         | 2012年                 | 2011年         | 2010年         |
| ---- | -------------- | -------------- | ---------------------- | -------------- | -------------- |
| 1    | ドイツ         | アメリカ       | アメリカ (69.09)       | アメリカ       | アメリカ       |
| 2    | アメリカ       | ドイツ         | ドイツ (67.72)         | ドイツ         | ドイツ         |
| 3    | イギリス       | イギリス       | イギリス (67.14)       | イギリス       | フランス       |
| 4    | フランス       | フランス       | フランス (66.58)       | フランス       | イギリス       |
| 5    | カナダ         | カナダ         | カナダ (65.90)         | 日本           | 日本           |
| 6    | 日本           | 日本           | 日本 (65.87)           | カナダ         | カナダ         |
| 7    | イタリア       | イタリア       | イタリア (65.08)       | イタリア       | イタリア       |
| 8    | スイス         | スイス         | スイス (64.61)         | オーストラリア | スイス         |
| 9    | オーストラリア | オーストラリア | オーストラリア (64.36) | スイス         | オーストラリア |
| 10   | スウェーデン   | スウェーデン   | スウェーデン (63.49)   | スウェーデン   | スウェーデン   |

## 国別ブランド指標
国別ブランド指標（Country Brand Index、CBI）は、ブランド・コンサルティング会社のフューチャーブランドが海外を旅行する旅行者を対象に世界118カ国で75ヶ国への認識調査を行って、発表している指標である。アンホルトGfKローパー国家ブランド指数に対して、政治や経済だけではなく国の将来価値を占う先行指標ともなるイノベーションやテクノロジー、環境分野への評価に力点を置いているところが特徴的である。フューチャーブランドの調査での好評価は他国との取引や来訪、口コミにおいて高い競争力につながると言われている。
| 順位 | 2014年-2015年  | 2012年-2013年    | 2011年 - 2012年  | 2010年           |
| ---- | -------------- | ---------------- | ---------------- | ---------------- |
| 1    | 日本           | スイス           | カナダ           | カナダ           |
| 2    | スイス         | カナダ           | スイス           | オーストラリア   |
| 3    | ドイツ         | 日本             | ニュージーランド | ニュージーランド |
| 4    | スウェーデン   | スウェーデン     | 日本             | アメリカ         |
| 5    | カナダ         | ニュージーランド | オーストラリア   | スイス           |
| 6    | ノルウェー     | オーストラリア   | アメリカ         | 日本             |
| 7    | アメリカ       | ドイツ           | スウェーデン     | フランス         |
| 8    | オーストラリア | アメリカ         | フィンランド     | フィンランド     |
| 9    | デンマーク     | フィンランド     | フランス         | イギリス         |
| 10   | オーストリア   | ノルウェー       | イタリア         | スウェーデン     |

## モノクル・ソフト・パワー調査
2012年、モノクル誌は第3回ソフト・パワー調査を発表した。国家が持つ魅力ひいては世界での影響力の総量であるソフト・パワーにより、ランキングの国家は計測されている。計測に用いられた尺度は、政府、外交基盤、文化出力、教育力、ビジネス訴求力であり、文化のミッション数、オリンピックのメダル数、国家の建築の質、ビジネスのブランドを含むソフト・パワーの効用を示すおよそ50の要因を用いて同リストは算出されている。
| 順位 | 国             |
| ---- | -------------- |
| 1    | イギリス       |
| 2    | アメリカ       |
| 3    | ドイツ         |
| 4    | フランス       |
| 5    | スウェーデン   |
| 6    | 日本           |
| 7    | デンマーク     |
| 8    | スイス         |
| 9    | オーストラリア |
| 10   | カナダ         |
| 11   | 韓国           |
| 12   | ノルウェー     |
| 13   | フィンランド   |
| 14   | イタリア       |
| 15   | オランダ       |
| 16   | スペイン       |
| 17   | ブラジル       |
| 18   | オーストリア   |
| 19   | ベルギー       |
| 20   | トルコ         |